# Thrypticomyia tetrachaeta
Thrypticomyia tetrachaeta är en tvåvingeart som först beskrevs av Alexander 1972.  Thrypticomyia tetrachaeta ingår i släktet Thrypticomyia och familjen småharkrankar.
Artens utbredningsområde är Palau. Inga underarter finns listade i Catalogue of Life.